# La Vernareda
La Vernareda (en francès La Vernarède) és un municipi francès situat al departament del Gard i a la regió d'Occitània.